# Sainte-Marie-d'Alloix
Sainte-Marie-d'Alloix è un comune francese di 574 abitanti situato nel dipartimento dell'Isère della regione dell'Alvernia-Rodano-Alpi.

## Società

### Evoluzione demografica
Abitanti censiti